# خفاش الحذوة الكبير

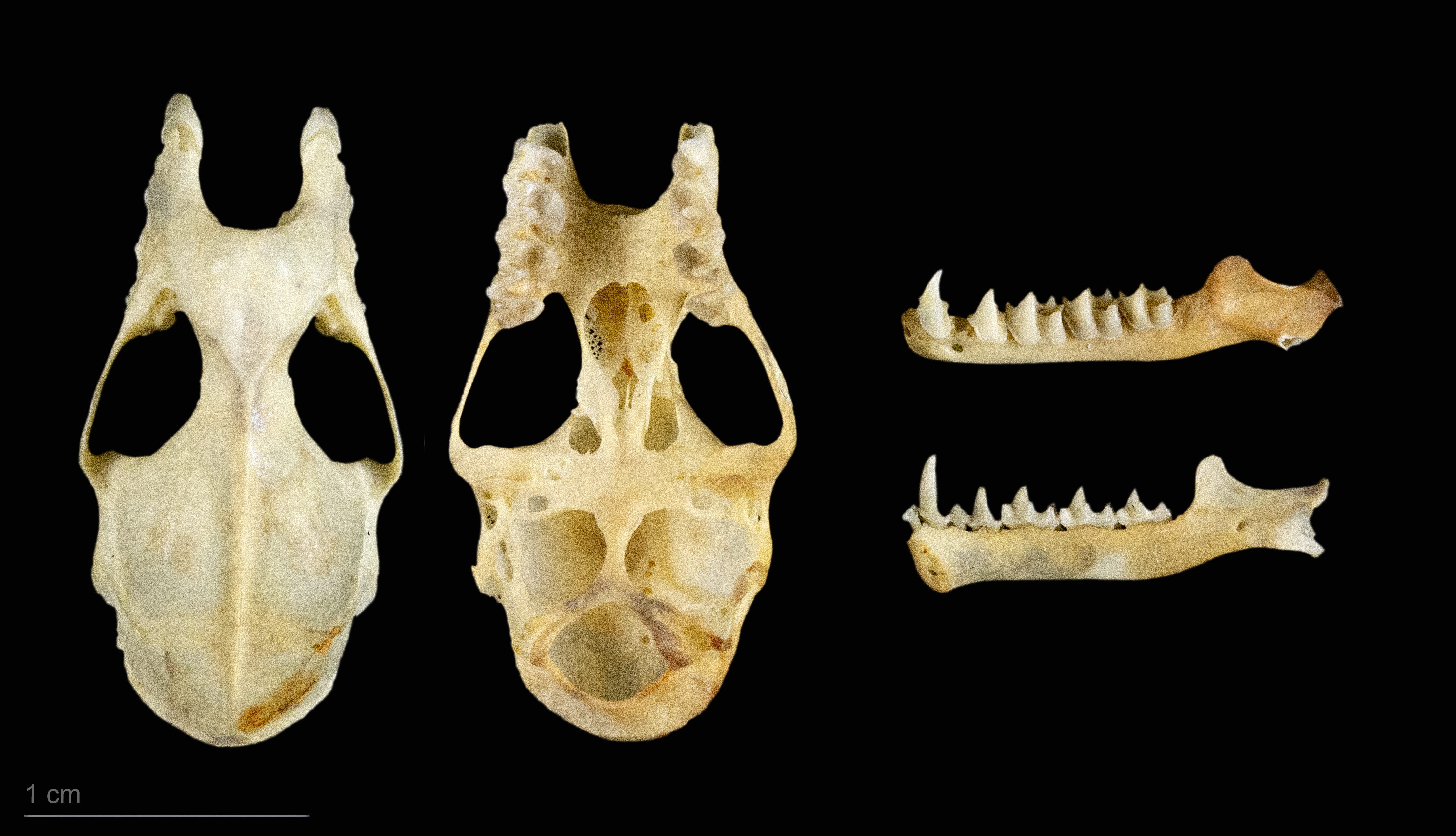
Rhinolophus ferrumequinum

خفاش الحذوة الكبير (الاسم العلمي : Rhinolophus ferrumequinum) هو خفاش أوروبي من جنس خفاش الحذوة يتوزع في قارات أوروبا و آسيا و أفريقيا و أستراليا، يعتبر أكبر أنواع خفافيش الحذوة ويتميز عن الأنواع الأخرى بقدرته على التنقل لمسافة 30 كلم خلال فصول الشتاء والصيف وتصل سرعة طيرانه ل180 كلم في الساعة، كما يمتلك أكبر معدل عمر قد يصل ل30 سنة ويستطيع هذا الخفاش تلقي ترددات تصل ل69-83 كيلو هرتز.

## معرض الصور

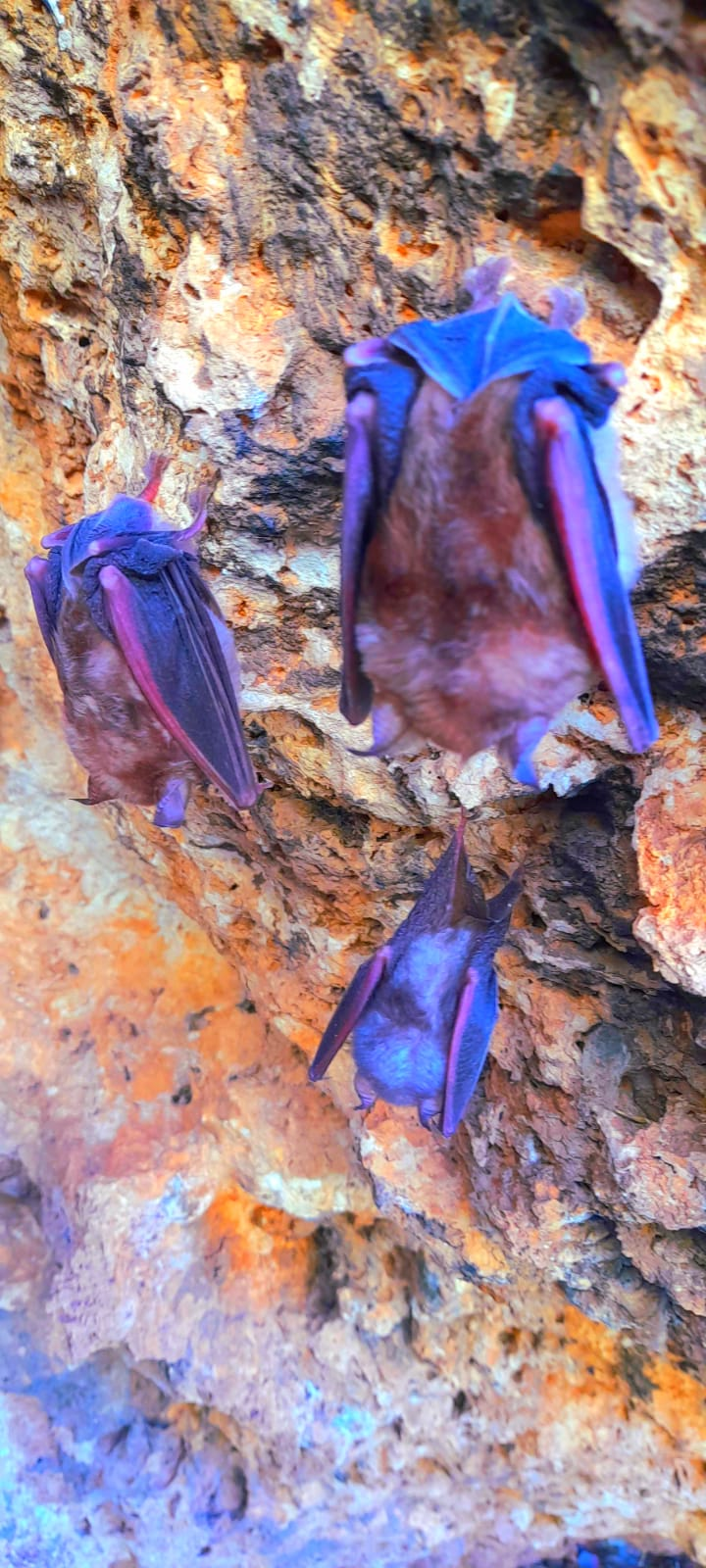
خفاش الحذوة الكبير من إقليم بولمان بالمغرب